# Tigre in agguato
Tigre in agguato (A Tiger Walks) è un film del 1964 diretto da Norman Tokar e prodotto dalla Walt Disney Productions. È ispirato ad un racconto di Ian Nail.

## Trama
Un circo si sta trasferendo da una città all'altra e un camion che trasporta una famiglia di tigri rimane bloccato a causa di un incidente. Uno dei dipendenti del circo, credendosi un domatore, inizia a maltrattare la tigre maschio per farla esibire; l'animale però fugge ed in seguito uccide l'uomo che cercava di riprenderlo. Per proteggere i cittadini, lo sceriffo inizia la caccia alla tigre, ma sua figlia Julie insiste perché l'animale sia catturato vivo, anzi inizia una raccolta di fondi tra gli altri bambini per comprare l'intera famiglia di tigri e trasferirla in uno zoo. Con l'aiuto di uno dei circensi, lo sceriffo riesce a trovare la tigre e a spararle un sonnifero prima che la guardia nazionale la abbatta; la tigre viene quindi portata allo zoo, dove già si trovano la sua compagna e i cuccioli.

## Produzione
Il film è stato girato nei Walt Disney Studios a Burbank, in California.